# Typ 15 Rapid
Typ 15 Rapid (či třída Rapid) byla třída rychlých fregat Britského královského námořnictva, vzniklých přestavbou druhoválečných torpédoborců. Jejich hlavním úkolem byla obrana proti tehdy zaváděným sovětským ponorkám (především třídy Whiskey), které dosahovaly výrazně vyšších rychlostí pod hladinou. Pro britské námořnictvo vzniklo celkem 23 jednotek této třídy, které měly pomoci překonat období, než budou dokončeny moderní fregaty typu 12 Whitby a typu 14 Blackwood. Vyřazeny byly v průběhu 60. a 70. let. Jednu fregatu získalo Jihoafrické námořnictvo.

## Pozadí vzniku
Britské námořnictvo po druhé světové válce potřebovalo novou generaci plavidel schopných efektivního boje s novými ponorkami dosahujícími vyšších rychlostí pod hladinou. První dvě třídy takových plavidel vznikly přestavbou druhoválečných torpédoborců na rychlé protiponorkové fregaty. Fregata Typu 15 Rapid představovala komplexní, ale zároveň nákladnou modernizaci, a proto námořnictvo objednalo rovněž levnější a méně rozsáhlou modernizaci, kterou vznikl Typ 16 Tenacious. Přestavba na fregaty typu 15 proběhla v případě 23 torpédoborců. Na základě třídy R vznikly čtyři jednotky, na základě třídy T jedna jednotka, na základě třídy U a V třináct jednotek a konečně na základě třídy W a Z posledních pět jednotek. Prototypy nové třídy se roku 1952 staly fregaty HMS Rocket (F191) a HMS Relentless (F185). Torpédoborce byly postaveny v letech 1941–1944. Přestavěná plavidla byla do služby zařazována v letech 1952–1957.
Jednotky třídy Typ 15 Rapid:
| Jméno             | Loděnice                  | Založení kýlu      | Spuštěna          | Zařazena do služby | Přestavba                                | Status                                                                                  |
| ----------------- | ------------------------- | ------------------ | ----------------- | ------------------ | ---------------------------------------- | --------------------------------------------------------------------------------------- |
| Grenville (F197)  | Swan Hunter               | 1. listopadu 1941  | 12. října 1942    | 27. května 193     | Chatham Dockyard, 1953–1954              | Prodána do šrotu 1983.                                                                  |
| Rapid (F13)       | Cammell Laird             | 16. června 1941    | 16. července 1942 | 20. února 1943     | Alex Stephens & Sons, 1952–1953          | Potopena jako cvičný cíl 1981.                                                          |
| Relentless (F185) | John Brown                | 20. června 1941    | 15. července 1942 | 30. listopadu 1942 | Portsmouth Dockyard, 1950–1952           | Prodána do šrotu 1971.                                                                  |
| Rocket (F191)     | Scotts                    | 14. března 1941    | 28. října 1942    | 4. srpna 1943      | Devonport Dockyard, 1950–1952            | Prodána do šrotu 1967.                                                                  |
| Roebuck (F195)    | Scotts                    | 19. června 1941    | 10. října 1942    | 10. června 1943    | Devonport Dockyard, 1952–1953            | Prodána do šrotu 1968.                                                                  |
| Troubridge (F09)  | John Brown                | 10. listopadu 1941 | 23. září 1942     | 8. března 1943     | J. Samuel White, Cowes, 1955–1957        | Prodána do šrotu 1970.                                                                  |
| Ulster (F83)      | Swan Hunter               | 12. listopadu 1941 | 9. listopadu 1942 | 30. června 1943    | Chatham Dockyard, 1952–1953              | Prodána do šrotu 1980.                                                                  |
| Ulysses (F17)     | Cammell Laird             | 14. března 1942    | 22. dubna 1943    | 23. prosince 1943  | Devonport Dockyard, 1952–1953            | Prodána do šrotu 1970.                                                                  |
| Undaunted (F53)   | Cammell Laird             | 8. září 1942       | 19. července 1943 | 3. března 1944     | J. Samuel White, Cowes, 1952–1954        | Potopena jako cvičný cíl 1978.                                                          |
| Undine (F141)     | Thornycroft               | 18. března 1942    | 1. června 1943    | 23. prosince 1943  | Thornycroft, Undine, 1954                | Prodána do šrotu 1965.                                                                  |
| Urania (F08)      | Vickers-Armstrons, Barrow | 18. června 1942    | 19. května 1943   | 18. ledna 1944     | Harland & Wollf, Liverpool, 1953—1954    | Prodána do šrotu 1971.                                                                  |
| Urchin (F196)     | Vickers-Armstrons, Barrow | 26. března 1942    | 8. března 1943    | 24. září 1943      | Barclay Curle, 1952–1954                 | Prodána do šrotu 1967.                                                                  |
| Ursa (F200)       | Thornycroft               | 2. května 1942     | 22. července 1943 | 1. března 1944     | Palmers, Jarrow, 1952–1954               | Prodána do šrotu 1967.                                                                  |
| Venus (F50)       | Fairfield                 | 12. ledna 1942     | 23. února 1943    | 28. srpna 1943     | Devonport Dockyard, 1953                 | Prodána do šrotu 1972.                                                                  |
| Verulam (F29)     | Fairfield                 | 26. ledna 1942     | 22. dubna 1943    | 10. prosince 1943  | Portsmouth Dockyard, 1952                | Prodána do šrotu 1972.                                                                  |
| Vigilant (F93)    | Swan Hunter               | 31. ledna 1942     | 2. prosince 1942  | 10. září 1943      | Thornycroft, 1952                        | Prodána do šrotu 1965.                                                                  |
| Virago (F76)      | Swan Hunter               | 16. února 1942     | 4. února 1943     | 5. listopadu 1943  | Chatham Dockyard, 1952                   | Prodána do šrotu 1965.                                                                  |
| Volage (F41)      | White                     | 13. prosince 1942  | 15. prosince 1943 | 26. května 1944    | J. Samuel White, Cowes, 1952             | Prodána do šrotu 1976.                                                                  |
| Wakeful (F159)    | Fairfield                 | 3. června 1942     | 10. června 1943   | 17. února1 944     | Scotts Shipbuilders, Greenock, 1952–1953 | Prodána do šrotu 1971.                                                                  |
| Whirlwind (F187)  | Hawthorn Leslie           | 31. července 1942  | 20. srpna 1943    | 20. července 1944  | Palmers, Jarrow, 1952–1953               | Potopena jako cvičný cíl 1974.                                                          |
| Wizard (F42)      | Vickers-Armstrons, Barrow | 14. září 1942      | 29. září 1943     | 30. března 1944    | Devonport Dockyard, 1954                 | Prodána do šrotu 1967.                                                                  |
| Wrangler (F157)   | Vickers-Armstrons, Barrow | 23. září 1942      | 30. prosince 1943 | 1. července 1944   | Harland & Wollf, Belfast, 1951—1952      | Roku 1956 jej získala Jižní Afrika jako Vrystaat (F157). Potopena jako cvičný cíl 1976. |
| Zest (F102)       | Thornycroft               | 21. července 1942  | 14. října 1943    | 20. července 1944  | Chatham Dockyard, 1954–1956              | Prodána do šrotu 1970.                                                                  |

## Konstrukce

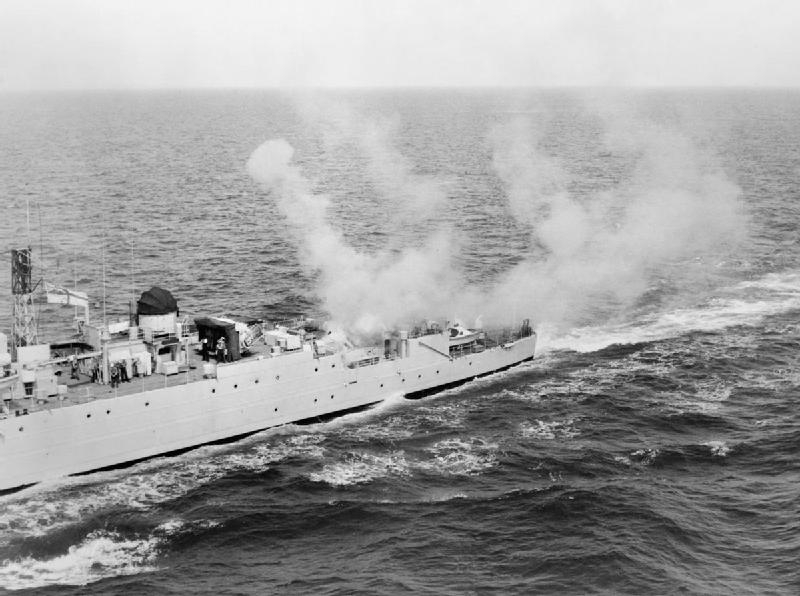
Vrhač Limbo fregaty HMS Grenville (F197) v akci

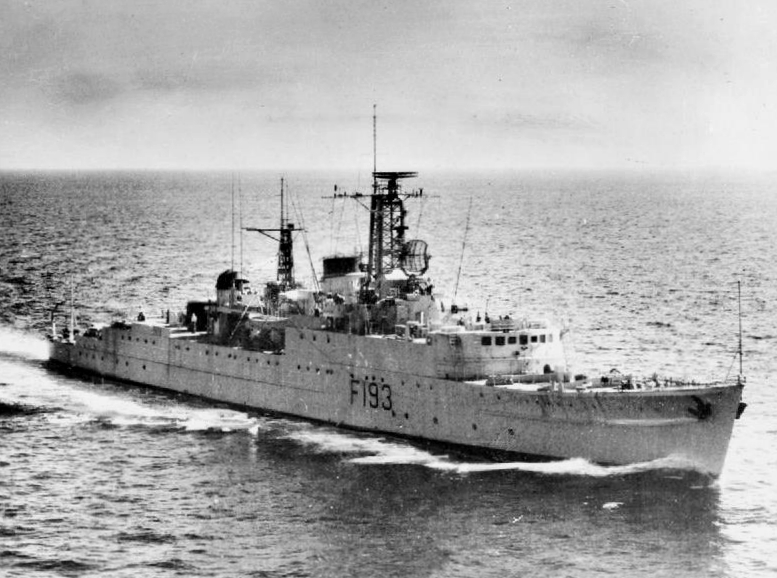
Fregata HMS Rocket (F193)

Přestavba této třídy byla velmi důkladná, z původních lodí byl použit pouze trup, na kterém byly postaveny zcela nové nástavby, včetně prostorného můstku. Výrazně se změnila výzbroj i elektronika lodí, kterou tvořily radary typů 262, 278 a 293 a dále sonary typů 170 a 174. Hlavňovou výzbroj tvořily dva dvouúčelové 102mm kanóny QF Mk.16 ve dvoudělové věži a dva protiletadlové 40mm kanóny Mk.5. Protiponorkovou výzbroj tvořily dva jednohlavňové 533mm torpédomety a dva salvové vrhače hlubinných pum Squid Mk.4 (později je nahradily dva modernější vrhače Mk 10 Limbo). Pohonný systém tvořily dva kotle Admiralty a dvě parní turbíny Parsons o výkonu 40 000 shp, pohánějící dva lodní šrouby. Nejvyšší rychlost dosahovala 36,75 uzlu. Dosah byl 3000 námořních mil při rychlosti 20 uzlů a 4750 námořních mil při rychlosti 15 uzlů.

### Modifikace
Grenville a Undaunted byly experimentálně vybaveny přistávací plochou pro protiponorkový vrtulník.

## Zahraniční uživatelé
Jižní Afrika
- Jihoafrická republika – Jihoafrické námořnictvo získalo dne 29. listopadu 1956 fregatu HMS Wrangler, kterou do roku 1976 provozovalo jako SAS Vrystaat (F157). Vyřazené plavidlo bylo potopeno jako cvičný cíl.[3]